# Aeroportul Noatak
Aeroportul Noatak (IATA: WTK, ICAO: PAWN, FAA LID: WTK) este un aeroport din Alaska, Statele Unite ale Americii. Aeroportul a fost tranzitat în 2019 de 11.308 pasageri.
Situat la o altitudine de 27 m, aeroportul dispune de 1 pistă. Este operat de Alaska Department of Transportation & Public Facilities⁠(d).

## Infrastructură

### Piste
Aeroportul dispune de o singură pistă. Pista 01/19 are suprafața de pietriș și dimensiunile 3.992 picioare × 60 picioare. 